# The Race
 (mars 2018).
The Race : No Limit Around The World est une épreuve sportive imaginée et créée par Bruno Peyron qui consiste à faire le tour du monde à la voile en équipage, sans escale et sans assistance. Sa particularité est son aspect « no-limit », les voiliers n'étant pas soumis à une limite de taille. L'unique édition part de Barcelone le 31 décembre 2000 et est remportée par le skipper Grant Dalton sur le catamaran Club Med en 62 jours, 6 heures, 56 minutes et 33 secondes.

## La naissance du concept «no-limit»
Bruno Peyron est un spécialiste des grands multicoques. Au cours des années 1990, il établit de nombreux records avec son catamaran Commodore Explorer. Il est notamment le premier détenteur du Trophée Jules-Verne, effectuant le tour du monde en moins de 80 jours.
Le Trophée Jules-Verne est un record, les concurrents s'élancent quand ils le souhaitent. Il s'agit d'une confrontation avec le chronomètre et non avec d'autres concurrents. Bruno Peyron désire donc créer une course autour du monde où les concurrents s'affrontent entre eux au lieu de faire face au chronomètre. Cette nouvelle course est basée sur le concept « no-limit », c’est-à-dire que les concurrents s'alignent sur le bateau de leur souhait, sans notion de jauge. Le niveau de performance des maxi-multicoques en fait les plus aptes à accomplir ce genre de course, en maintenant des vitesses moyennes élevées.

## Le parcours
Le parcours est un tour du monde en passant par les trois caps : cap de Bonne-Espérance, cap Leeuwin et cap Horn. Les équipages sont amenés à traverser l'océan Atlantique, l'océan Indien et l'océan Pacifique.
Pour la première édition, le départ a été donné de Barcelone et la ligne d'arrivée était à Marseille. Ainsi les équipages ont passé deux fois le détroit de Gibraltar et ont navigué sur la mer Méditerranée. Par ailleurs une porte de passage était fixée entre les deux îles de la Nouvelle-Zélande.

## Les éditions

### 2000-2001: La première édition
L'accomplissement de ce projet mené par Bruno Peyron a été difficile. Seuls deux bateaux sont mis à l'eau assez tôt pour bénéficier d'une préparation suffisante. Les autres équipes peinent à trouver un budget et voient leur préparation se minimiser. Par ailleurs, un des bateaux construit pour cette course, Team Philips de Pete Goss, un catamaran novateur perce-vagues à gréement bipode, est abandonné en mer quelques semaines avant le départ après de multiples déconvenues.
Six bateaux participent finalement à la première édition de The Race, dont le départ est donné le 31 décembre 2000 à Barcelone. Il y a les trois sister-ships du Chantier Multiplast de Vannes : Club Med skippé par Grant Dalton, Innovation Explorer skippé par Loïck Peyron et Skip Novak, et Team Adventure skippé par Cam Lewis. Les trois autres bateaux sont PlayStation de Steve Fossett, Warta Polpharma de Roman Paszke (ex-Commodore Explorer) et Team Legato de Tony Bullimore (ex-ENZA New Zealand).
L'arrivée est jugée à Marseille, à partir du 3 mars 2001 jusqu'au 15 avril 2001.
| Place | Nom du concurrent | Nationalité      | Nom du bateau       | Temps                                 |
| ----- | ----------------- | ---------------- | ------------------- | ------------------------------------- |
| 1     | Grant Dalton      | Nouvelle-Zélande | Club Med            | 62 j 06 h 56 min 33 s                 |
| 2     | Loïck Peyron      | France           | Innovation Explorer | 64 j 22 h 32 min 38 s                 |
| 3     | Cam Lewis         | États-Unis       | Team Adventure      | 85 j 20 h 21 min 02 s                 |
| 4     | Roman Paszke      | Pologne          | Warta Polpharma     | 99 j 12 h 31 min                      |
| 5     | Tony Bullimore    | Royaume-Uni      | Team Legato         | 104 j 20 h 52 min                     |
| DNF   | Steve Fossett     | États-Unis       | PlayStation         | Abandon sur casse de la dérive bâbord |
| DNS   | Pete Goss         | Royaume-Uni      | Team Philips        | -                                     |

Il est à noter que Cam Lewis (sur Team Adventure) est arrivé à vingt-et-un jours du vainqueur, après deux arrêts au Cap et à Wellington.
Cette première édition a également été l'occasion d'offrir au grand public et aux médias la retransmission du quotidien des équipages grâce aux dernières techniques embarquées. Défi à l’innovation en matière de production d’images « live » et de communication permettant une couverture globale de l’événement, le premier The Race a été précurseur en la matière, essuyant aussi quelques déconvenues. Ainsi le site s’est retrouvé submergé par le flux de connexions provenant notamment des États-Unis et de l’Asie (800 000 pages visitées en une journée), mettant plusieurs jours à être de nouveau accessible,.

### 2004: Une deuxième édition déprogrammée
La deuxième édition de The Race, The Race 2, aurait dû prendre son départ le 29 février 2004, soit quatre ans après la première édition. Le port de départ et d'arrivée aurait été Marseille. Cependant les concurrents potentiels ayant délaissé la course au profit de l'Oryx Cup organisée par Tracy Edwards, cette édition a été annulée.

### 2013 ou 2014: Le retour de The Race?
Le 18 février 2010, Bruno Peyron annonce qu'une nouvelle édition de The Race aura lieu en 2013 ou 2014,.
Sur les 11 G. Class existants, le skipper baulois considère réaliste que six ou sept d’entre eux puissent se trouver sur la ligne de départ.
Le plateau de la deuxième édition pourrait comprendre des G Class « No Limit » (Groupama 3, Banque Populaire V, Team Explorer (ex-Orange II)) et la nouvelle classe de 100 pieds (Sodeb'O, Oman, IDEC).
La difficulté de la prochaine édition sera de faire cohabiter au sein d'une même course ces deux classes de grands multicoques aux potentiels différents. Il est possible d'envisager l'existence d'un classement et trophée spécial pour les G100.
On pourrait également retrouver un des trois 110 pieds de la première édition de The Race (Innovation Explorer aujourd'hui Gitana 13) au potentiel proche des nouveaux 100 pieds ; moins probablement Doha 2006 (ex-Club-Med) et Team Adventure.
L’objectif à terme est de réunir les dix bateaux les plus rapides au monde. Il est d’ores et déjà envisagé une troisième édition de The Race qui pourrait être un tour du monde à escales et avoir lieu en 2016. The Race 3 renouerait alors avec un projet avorté de 2002, The Race Tour.